# Rombauer János
Rombauer János (Lőcse, 1782. május 28. – Eperjes, 1849. február 12.) magyar festő; a magyar biedermeier festészet képviselője volt.

## Életpályája
Pesten Stunder János Jakab tanítványa volt. 1806-ban Szentpétervárra ment, ahol cári udvari festőként festett. 1810-ben Ermitázsban régi mesterek képeit másolta. 1824-ben hazatért s haláláig Eperjesen dolgozott.

## Művei

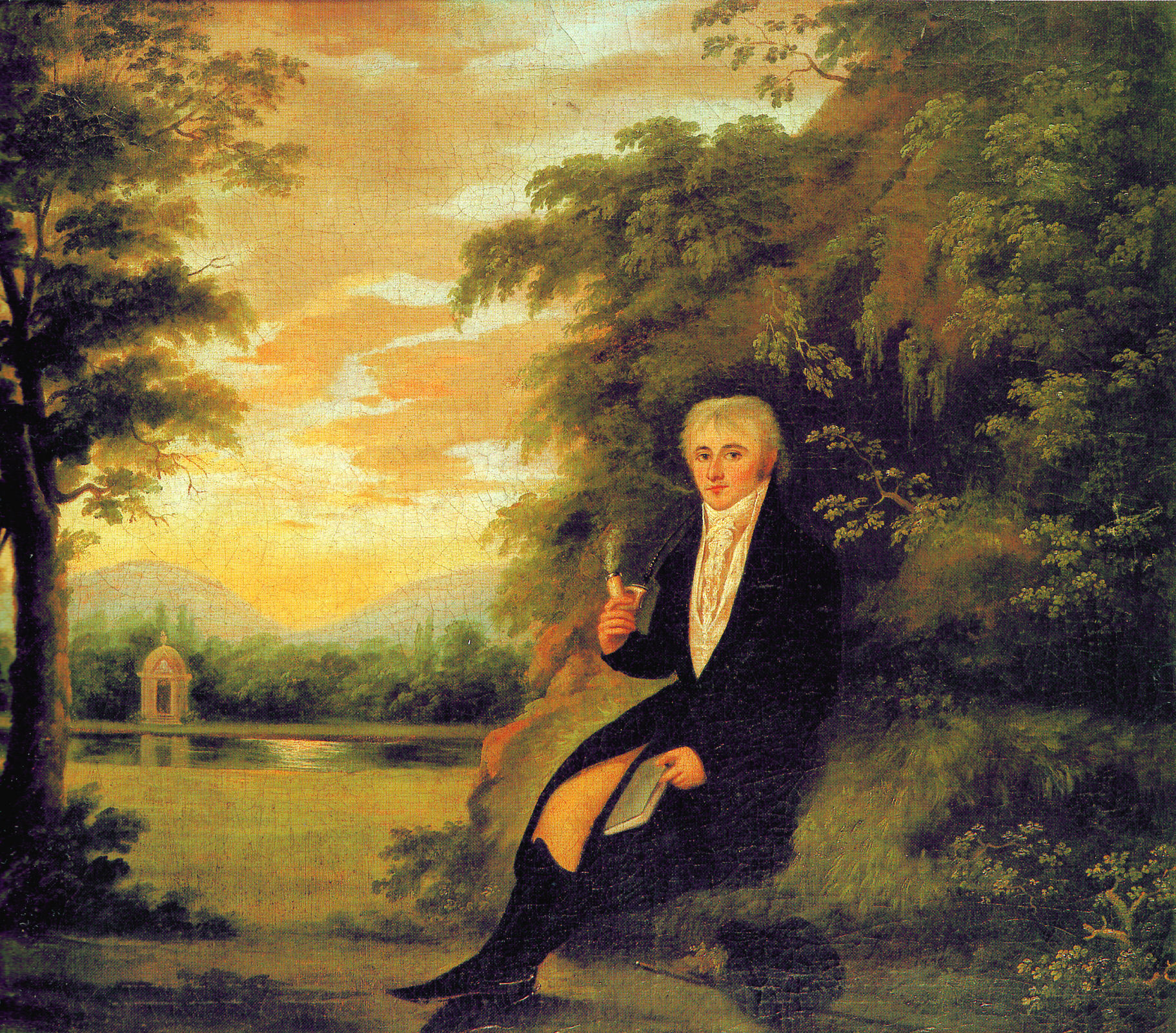
Ifjú tájban (1804)

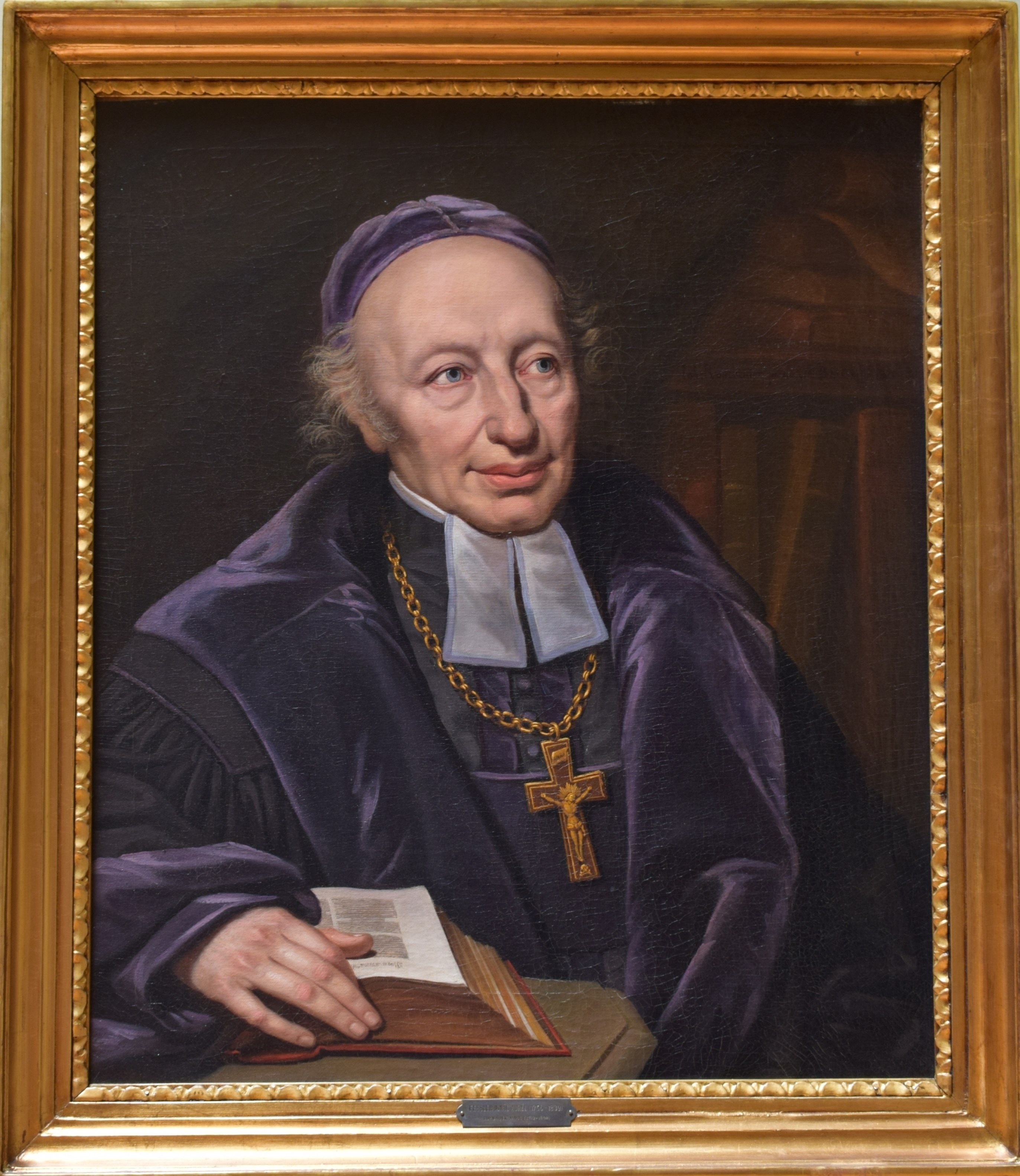
Fessler Ignác Aurél történetíró (1821)

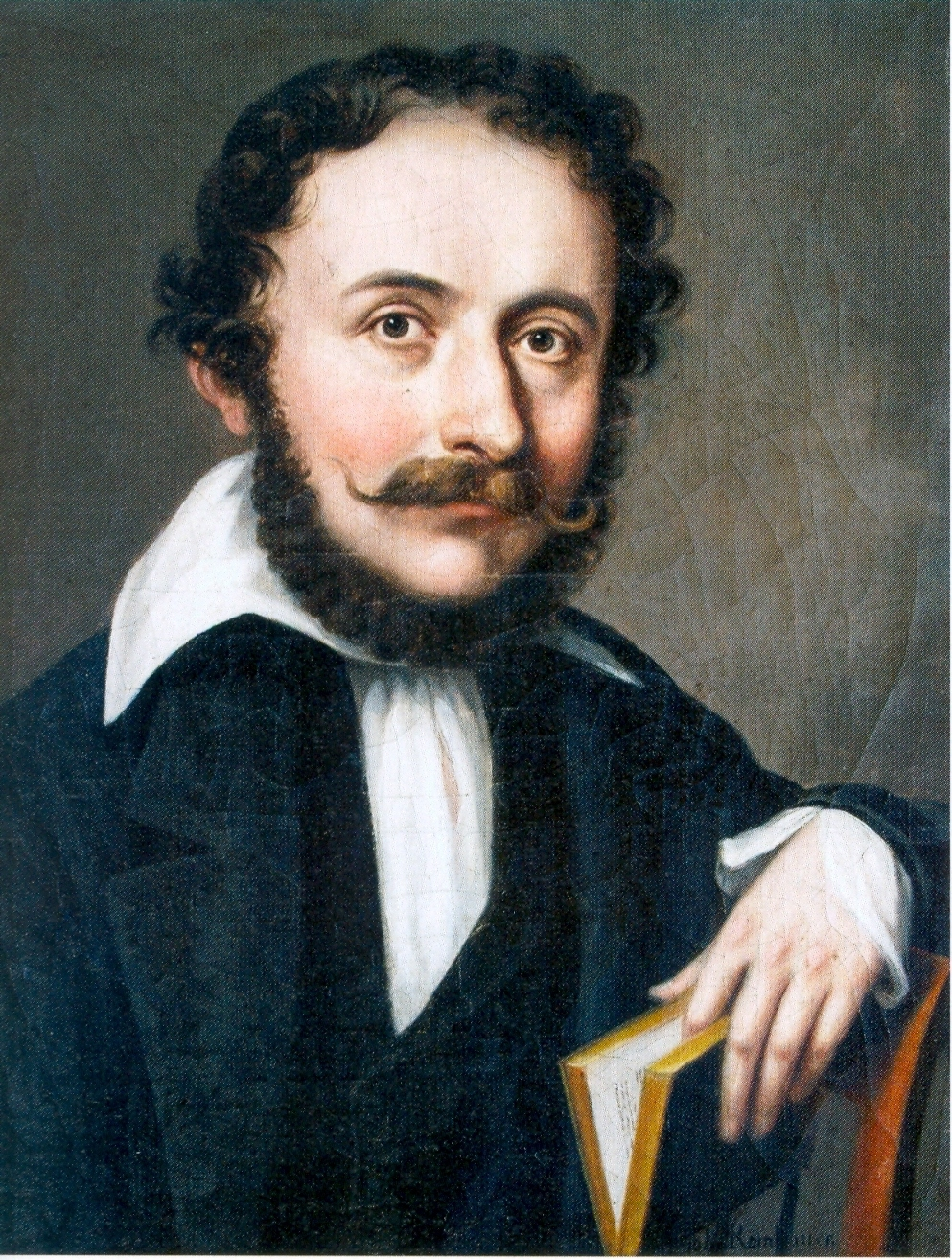
Benczur József (1841)

- A hotkóci Csáky kastély angolkertje (1803)
- Steinhübl Sámuel eperjesi kereskedő portréja (1804)
- Ifjú tájban (1804)
- Szappanbuborékot fújó gyermek (1805)
- Maria Uvarova (1773-1810) portréja (1806)
- Fedor Petrovich Uvarov (1806)
- Litvinov tábornok (1812)
- Férfi arcképe (1813)
- Iwan Iwanowich Sabir (1814)
- Gurjev portréja (1818)
- Fessler Ignác Aurél történetíró (1821)
- Nemes portréja (1822)
- Férfi tervrajzzal (Építész portréja) (1823)
- Fessler Ignác Aurél (1824)
- Forgách Júlia (1825)
- Kazinczy Ferenc (1825)
- Nemes feleségének portréja (1826)
- Eperjes látképe (1830)
- A tavasz (Flóra, Május) (1830)
- Krisztus és hitetlen Tamás (1834)
- Sterbinszky László és neje (1835)
- Szirmay János (1835)
- Benczur József (1841)
- Férfi portré (1846)
- A. P. Ratkov
- Romlaki g. arcképe